# Cordulegaster
Cordulegaster är ett släkte i insektsordningen trollsländor som tillhör familjen kungstrollsländor. Det finns omkring 16 arter i släktet, utspridda i både Gamla och Nya världen. I Sverige representeras släktet av en art.

## Arter (urval)
- Cordulegaster bidentata
- Cordulegaster bilineata
- Cordulegaster boltonii
- Cordulegaster diadema
- Cordulegaster diastatops
- Cordulegaster dorsalis
- Cordulegaster erronea
- Cordulegaster helladica
- Cordulegaster maculata
- Cordulegaster mzymtae
- Cordulegaster obliqua
- Cordulegaster princeps
- Cordulegaster sayi
- Cordulegaster talaria
- Cordulegaster trinacriae
- Cordulegaster vanbrinkae